# Opioid
Jako opioid je označena látka schopná vázat se na opioidní receptor. Tyto receptory se nachází zejména v centrálním nervovém systému a v menší míře i v trávicí soustavě. Existují čtyři hlavní skupiny opioidů[zdroj⁠?!]:
- endogenní opioidní peptidy, produkované v těle,
- opiové alkaloidy, jako morfin a kodein,
- polosyntetické opioidy jako heroin a oxykodon,
- plně syntetické opioidy jako metadon a pethidin, jejichž struktura není podobná opiovým alkaloidům.

Ačkoli se termín opiát často užívá jako synonymum pro opioid, je správněji vymezen pro alkaloidy přírodního opia a jejich polosyntetické deriváty. Surové opium se získává šťávy z nezralých makovic. V opiu jsou obsaženy alkaloidy morfin a kodein, zodpovědné za protibolestivé a psychotropní účinky.

## Účinky opioidů
Mezi jejich hlavní účinky patří euforie, zklidnění, tělesný útlum, nevolnost, zúžené zornice, znecitlivění, pocit lhostejnosti vůči problémům a útlum dechu. V medicíně jsou opiody užívány k tlumení bolesti, při anestezii a léčbě bolesti.
Opioidy mohou mít na zdraví jiné účinky, zejména pokud jsou zneužívány. Chronické užívání nebo zneužívání opioidů na předpis může vést k toleranci, a závislosti.

## Závislost na opioidech (opiátech)
Více v kapitole Drogová závislost
Opiátová závislost provází lidstvo již velmi dlouho. První zprávy o užívání makové šťávy se objevují už 5–8 tisíc let př. n. l.[zdroj⁠?!] Morfeus, podle kterého je morfin – účinná látka opia – nazván, byl řeckým bohem snění. Závislost na morfinu byla dříve rozšířena zejména u profesionálních zdravotníků, kteří se k droze mohli snadno dostat.
Heroin v byl letech 1898 - 1910 prodáván jako nenávyková náhražka morfinu a jako dětská medicína proti kašli. V USA začal být prodej heroinu přísně kontrolován v roce 1914, kdy byl povolen pouze pro lékařské účely, v roce 1924 se legálně vyrábět přestal. Za první světové války bylo morfium často podáváno k tišení bolesti a již z této doby jsou zmínky o rozvoji fyzické závislosti a abstinenčního syndromu při vysazení drogy.
V sedmdesátých letech byl z kodeinu vyráběn v Československu velmi oblíbený braun (hnědý heroin), který má oproti heroinu slabší tlumivé účinky a výraznější účinky euforizující.

### Subjektivní působení a nežádoucí účinky
Opiáty umožňují prožívat příjemné uvolnění, zklidnění, dotyčný je „nad věcí“, všechny problémy jako by ustoupily do pozadí. Předávkování vede k ospalosti až kómatu, v nejtěžších případech dochází k zástavě dechu a následně oběhu. Standardním nežádoucím účinkem je rovněž zácpa a nutkání ke zvracení.
Nebezpečí opiátů spočívá především v rychlém rozvoji fyzické závislosti, přenosu infekce (převážně injekční aplikace) a v možném předávkování (útlum dechu). Na látky této skupiny se rychle vyvíjí tolerance – k dosažení stejných účinků je zapotřebí čím dál větší dávky. Tím rostou i finanční náklady, které závislého později často přinutí k drobné kriminalitě (krádeže, prostituce).

### Situace v České republice
V roce 2023 byl počet lidí užívazících drogy rizikově (LDR) odhadován na 46,5 tisíc, z nichž 9,3 tisíc užívá opiáty, zejména buprenorfin (5,1 tis.) a heroin (3,0 tis.).

## Zneužívání opioidů
Někteří lidé, kteří zneužívají opioidy pro jejich euforické účinky, se mohou pokusit zesílit euforii tím, že je užívají jinými způsoby, než jak je předepsáno. Například OxyContin je lék obsahující Oxykodon s prodlouženým uvolňováním určený k léčbě středně silné až silné bolesti ustáleným uvolňováním látky do těla po perorálním podání, avšak lidé, kteří jej zneužívají, mohou pilulku rozdrtit, aby obešli mechanismus prodlouženého uvolňování.